# Susan Radder
Susan Radder (Amsterdam, 20 maart 1999) is een Nederlandse actrice, reeds vanaf 2005 actief als jeugdactrice. In haar jeugdjaren speelde ze al meerdere hoofdrollen in langspeelfilms, televisiefilms en televisieseries.

## Levensloop
Ze groeide op in de Indische Buurt.  Na de middelbare school rolde ze eigenlijk vanzelf verder de filmwereld in.  Toen Radder op de lagere school zat, werkte haar moeder Elisabeth bij het castingbureau van Elskes Kast en zij nam haar en haar tweelingzus (dan zes jaar) wel mee naar auditierondes voor films; zo ook voor Offers.  Regisseur Dana Nechushtan, eveneens bevriend met Susans moeder, vroeg onverwachts of ze de twee zusjes mocht inschakelen 
In Quiz van Dick Maas uit 2012 was ze te zien als Monica, de dochter van quizmaster Leo Vandermolen. Datzelfde jaar had ze als twaalfjarige ook een hoofdrol als Yenthe, het nieuwe buurmeisje van Jojo, in de jeugdfilm Kauwboy van Boudewijn Koole.
In 2014 was ze Anouk, de goede vriendin van Casper in de film Pijnstillers van Tessa Schram. Als Janneke was ze in 2015 te zien in Jack bestelt een broertje van Anne de Clercq en de televisieserie Tessa als Andrea. 
In 2016 vertolkte ze de rol van Patty in het derde seizoen van A'dam - E.V.A.. In 2017 was ze Sterre de Keyzer in de televisieserie Vechtershart en vertolkte ze een rol als Sanne Stokman in een over de laatste drie episodes lopende verhaallijn in het zesde seizoen van Moordvrouw. In het najaar van 2018 vertolkte ze de rol van Lily in de film All You Need Is Love.
In de film De Slag om de Schelde speelt ze Teuntje Visser, de dochter van dokter Visser, die tegen wil en dank bij het verzet betrokken wordt en met haar vriendin cruciale informatie van het verzet aan de Canadezen weet door te spelen. In 2019 heeft ze nog auditie gedaan voor de Toneelacademie Maastricht; het bleek niets voor haar. 
In 2022 is Radder een van de deelnemers aan het 22e seizoen van het RTL 4-programma Expeditie Robinson. Ze viel als tweede af en eindigde daarmee op de twintigste plek.

## Erkenning
In maart 2017 was ze laureaat van de televisieprijs De tv-beelden in de categorie Beste Hoofdrol voor haar rol als Lieke, een tiener met woedeaanvallen, in Horizon van Giancarlo Sánchez, een televisiefilm gemaakt in de reeks One Night Stand. De film was tevens laureaat voor het Gouden Kalf Beste televisiedrama 2016. Radder was dat jaar genomineerd voor het Gouden Kalf Beste actrice in televisiedrama maar kon de nominatie niet verzilveren, die ging uiteindelijk naar Nazmiye Oral voor haar rol in In vrijheid.

## Filmografie

### Film
- Kauwboy (2012) - Yenthe
- Quiz (2012) - Monica
- Pijnstillers (2014) - Anouk
- Jack bestelt een broertje (2015) - Janneke
- Raaf (2015) (short) - Meisje
- Horizon (2016) (One Night Stand) - Lieke
- Sex Ding (2017) (short) - Vita
- Spring (2017) (short) - Margriet
- Gek van Oranje (2018) - Robine
- All You Need Is Love (2018) - Lily
- De Slag om de Schelde (2020)  - Teuntje Visser
- Berend Botje (2021) - Jenny
- The Takeover (2022) - Rosa
- Buenas Chicas (2024) - Billie[1]

### Televisie
*Exclusief eenmalige optredens
- Offers (2005) (tv-film) - Dora
- Verborgen verhalen (2010-2012) - Saskia / Femke
- Voor Emilia (2014) (tv-film) - Tanja
- Tessa (2015-2016) (miniserie) - Andrea
- Horizon (2016) (tv-film) - Lieke
- A'dam - E.V.A. (2016) - Patty
- Moordvrouw (2017) - Sanne Stokman
- Vechtershart (2017) - Sterre Keyzer
- Soof: Een Nieuw Begin (2017)  - Vlinder
- De 12 van Schouwendam (2019) - Alice Drost
- Keizersvrouwen (2019-2020) - Lulu Keizer
- Oogappels (2019-heden) - Lieke Meijer
- Kerstappels (2022) (tv-film) - Lieke Meijer
- Goudappels (2024) (tv-film) - Lieke Meijer

- Biblioteca Nacional de España: XX5849512
- Nationale Bibliotheek van Tsjechië: xx0173541
- Nederlandse Thesaurus van Auteursnamen: 387388494
- Virtual International Authority File: 305219202
- WorldCat: E39PBJv4rkwhrt7YWMPWqh46rq